# 相国寺街道
相国寺街道，是中华人民共和国河南省開封市鼓楼区下辖的一个乡镇级行政单位。

## 行政区划
相国寺街道下辖以下地区：
相国寺社区和鼓楼社区。